# الخميس (فرع العدين)

تعديل مصدري - تعديل

الخميس محلة تابعة لقرية الكدرة، التابعة لعزلة الاخماس بمديرية فرع العدين إحدى مديريات محافظة إب في الجمهورية اليمنية، بلغ تعداد سكانها 36 حسب تعداد اليمن لعام 2004.